# Halicz (obwód tarnopolski)
Halicz (ukr. Галич) – wieś na Ukrainie, w obwodzie tarnopolskim, w rejonie tarnopolskim.
Do 2020 w rejonie podhajeckim.